# Anning (Kunming)
Anning léase An-Níng (en chino:安宁市, pinyin:Ānníng shì) es un municipio bajo la administración directa de la ciudad-prefectura de Kunming. Se ubica al este de la provincia de Yunnan, sur de la República Popular China. Su área es de 1321 km² y su población total para 2010 fue +300 mil habitantes.

## Administración
Desde abril de 2011 el municipio de Anning se divide en 9 pueblos que se administran en subdistritos.